# Adolphe de Spoelberch
Adolphe de Spoelberch (Brussel, 7 november 1839 - aldaar, 5 april 1913) was de eerste van de Belgische familie de Spoelberch om in het aandeelhouderschap van de Leuvense Brouwerij Artois te treden.

## Biografie
Burggraaf Adolphe de Spoelberch was een telg uit de familie de Spoelberch. Hij was de derde zoon van burggraaf Louis de Spoelberch (1787-1845) en Henriette de Brouchoven de Bergeyck (1807-1881), zus van Charles de Brouchoven de Bergeyck.
Hij trouwde in 1873 in Wespelaar met Elise Willems (1855-1941). Zijn echtgenote was een dochter van Edmond Willems, burgemeester van Wespelaar, senator en een van de hoofdaandeelhouders van Brouwerij Artois. Haar zus Amélie Willems (1859-1947) trouwde met senator en baron Eugène de Mévius (1857-1936), provincieraadslid van Namen en senator. De familie de Mévius trad eveneens toe tot het aandeelhouderschap van de brouwerij. Het echtpaar de Spoelberch-Willems kreeg vier zoons en twee dochters.
- Guillaume de Spoelberch (1874-1947), ingenieur en burgemeester van Wespelaar, trouwde in 1900 in Brussel met Colienne de Neufforge (1882-1929). Ze kregen twee zoons en een dochter, met afstammelingen tot heden.
- Roger de Spoelberch (1875-1950), burgemeester van Londerzeel, trouwde in 1923 in Brussel met burggravin Élisabeth de Jonghe d'Ardoye (1895-1978), burgemeester van Londerzeel, kleindochter van burggraaf Louis de Jonghe d'Ardoye. Ze kregen twee zoons en een dochter, met afstammelingen tot heden.
- Geneviève de Spoelberch (1877-1951), trouwde in 1901 in Brussel met graaf Joseph de Pret Roose de Calesberg (1876-1962), zoon van graaf Gaston de Pret Roose de Calesberg, burgemeester van Schoten en senator. Ze kregen twee zoons en twee dochters, met afstammelingen tot heden.
- Antoinette de Spoelberch (1880-1943), trouwde in 1900 in Wespelaar met graaf Louis de Baillet Latour (1878-1953), zoon van graaf Ferdinand de Baillet Latour, burgemeester van Brasschaat, provincieraadslid van Antwerpen, gouverneur van Antwerpen en senator. Ze kregen een zoon en een dochter, maar zonder nakomelingen.
- Olivier de Spoelberch (1885-1929), econoom en hoogleraar aan de Katholieke Universiteit Leuven, trouwde in 1914 in Brussel met Madeleine de la Barre d'Erquelinnes (1887-1947), zus van graaf Henri de la Barre d'Erquelinnes, burgemeester van Jurbeke, senator en minister van Landbouw. Ze kregen een zoon en twee dochters, met afstammelingen tot heden.

In de volgende generaties werden afstammelingen actieve of passieve bestuurders van de steeds uitbreiding nemende brouwerij, totdat ze de status van multinationale onderneming en belangrijkste brouwerij ter wereld bereikte, onder de naam AB InBev en de aandeelhouders de Spoelberch beschouwd werden als een van de rijkste Belgische familie.
Hij deed een bescheiden intrede in de politieke wereld, als provincieraadslid van Brabant.
Hij was een schoonbroer van graaf François de Borchgrave d'Altena, burgemeester van Mechelen-Bovelingen, provincieraadslid van Limburg, volksvertegenwoordiger en senator.